# Nederland op de Olympische Jeugdzomerspelen 2010
Nederland is een van de deelnemers aan de Olympische Jeugdzomerspelen 2010 in Singapore, de eerste editie van de Olympische Jeugdspelen. De Nederlandse delegatie telt 36 leden.

## Medailleoverzicht
| Sport        | Olympiër                                                             | Discipline   | Medaille |
| ------------ | -------------------------------------------------------------------- | ------------ | -------- |
| Hockey       | hockeyteam                                                           | meisjes      | Goud     |
| Boogschieten | Rick van den Oever                                                   | jongens      | Zilver   |
| Zeilen       | Daphne van der Vaart                                                 | dinghy (v)   | Zilver   |
| Wielersport  | Friso Roscam Abbing Twan van Gendt Thijs Zuurbier Maartje Hereijgers | gemengd team | Brons    |

## Deelnemers en resultaten
(m) = mannen, (v) = vrouwen

### Badminton
| Olympiër           | Discipline    | Resultaat   | Prestatie                                                                                                 |
| ------------------ | ------------- | ----------- | --- |
| Nick Fransman      | enkelspel (m) | 1e ronde    | groep F 2-0 ALG Mohamed Abdelrahime Belarbi 0-2 CHN Huang Yuxiang 0-2 EGY Mahmoud Elsayad                 |
|                    |               |             | |
| Josephine Wentholt | enkelspel (v) | kwartfinale | groep A 2-1 JPN Misaki Matsutomo 2-0 CAN Tracy Wong 2-0 MRI Kate Foo Kune kwartfinale 0-2 GBR Sarah Milne |

### Boogschieten

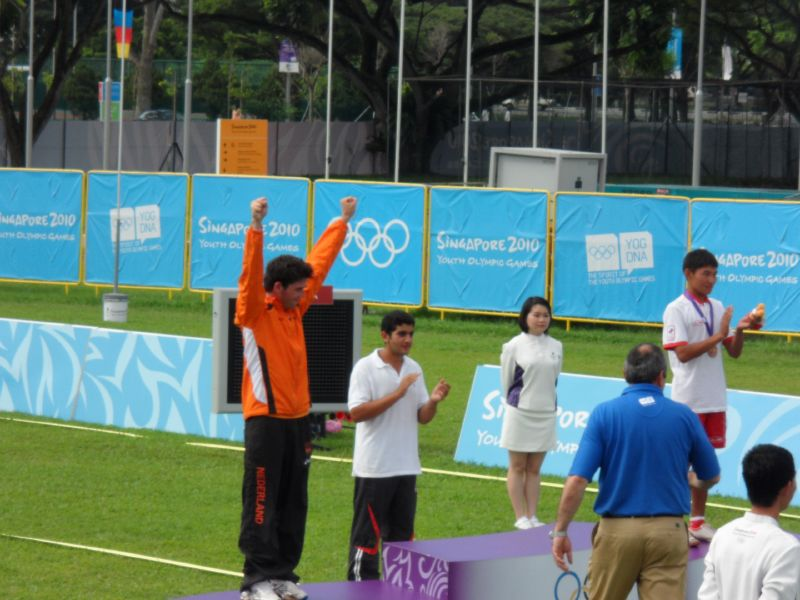
Rick van den Oever op het podium

| Olympiër                              | Discipline   | Resultaat       | Prestatie |
| ------------------------------------- | ------------ | --------------- | --- |
| Rick van den Oever                    | jongens      | Zilver          | rankingronde: 1e (653) 1/16 finale: MEX Jafet Farjat 6-2 (27-24, 28-24, 26-27, 25-23) 1/8 finale: ESP Carlos Rivas 6-0 (27-21,30-25,26-23) 1/4 finale: AUS Benjamin Nott 6-4 (25-27,26-23,29-25,23-29,28-27) 1/2 finale: RUS Bolot Tsybzhitov 6-4 (28-26,27-28,27-28,29-26,28-27) Finale: EGY Ibrahim Sabry 0-6 (28-29,25-27,27-28) |
|                                       |              |                 | |
| Maud Custers                          | meisjes      | 1/8 finale      | rankingronde: 16e (594) 1/16 finale: FRA Laurie Lecointre 6-0 (25-22, 27-25, 27-26) 1/8 finale: KOR Kwak Ye-ji 1-7 (25-27, 26-26, 26-30, 26-29) |
|                                       |              |                 | |
| Rick van den Oever + EGY Aya Kamel    | gemengd team | 1/8 finale (9e) | 1/16 finale: UKR Vitaly Komonyuk / INA Erwina Safitri 6-5 (32-38, 30-32, 37-37, 37-36, 37-32, T19-17) 1/8 finale: JPN Tsukushi Koiwa / AUS Alice Ingley 3-7 (28-32, 31-37, 32-30, 32-32, 33-34) |
| Maud Custers + ARM Vasil Shahnazaryan | gemengd team | 1/8 finale (9e) | 1/16 finale: IND Atanu Das / USA Miranda Leek 6-4 (37-33, 35-33, 37-39, 36-37, 39-36) 1/8 finale: SLO Gregor Rajh / GRE Zoi Paraskevopoulou 4-6 (32-33, 34-32, 23-28, 34-29, 32-35) |

### Gymnastiek
| Olympiër        | Discipline        | Resultaat | Prestatie |
| --------------- | ----------------- | --------- | --- |
| Karl Kosztka    | meerkamp (m)      | 34e       | 76.900 pnt. kwalificatie 11.650 brug 11.200 paard 12.400 rek 13.100 ringen 14.800 sprong 13.750 vloer                                                               |
|                 |                   |           | |
| Denise Liefting | trampoline (v)    | 10e       | 55.700 pnt. kwalificatie 25.800 routine 1 29.900 routine 2 |
| Tess Moonen     | brug ongelijk (v) | 5e        | 12.725 pnt. |
| Tess Moonen     | vloer (v)         | 6e        | 13.575 pnt. |
| Tess Moonen     | meerkamp (v)      | 8e        | 54.250 pnt. kwalificatie 13.450 balk 13.800 brug-ongelijk 13.800 sprong 13.200 vloer 53.200 pnt. finale 13.050 balk 13.450 brug-ongelijk 13.600 sprong 13.100 vloer |

### Hockey
| Olympiër | Discipline | Resultaat | Prestatie                                                          |
| --- | ---------- | --------- | ------------------------------------------------------------------ |
| Roos Broek Lara Dell'Anna Frederique Derkx Saskia van Duivenboden Jet de Graeff Juliette van Hattum Mathilde Hotting Marloes Keetels Lisanne de Lange Liselotte van Mens Elsie Nix Floor Ouwerling Floortje Plokker Macey de Ruiter Lisa Scheerlinck Lieke van Wijk | meisjes    | Goud      | groepsfase 3-1 IRL 13-0 RSA 1-0 NZL 2-2 ARG 2-2 KOR finale 2-1 ARG |

### Judo
| Olympiër     | Discipline    | Resultaat | Prestatie |
| ------------ | ------------- | --------- | --- |
| Laura Prince | tot 52 kg (v) | 5e        | 1R: verloor van PRK Ri Un-ju 1R herkansing: won van SVK Andrea Krisandova 2R herkansing: won van TPE Wu Yu-chun F herkansing: won van TKM Jennet Geldybayeva om brons: verloor van AUT Christine Huck |

### Roeien
| Olympiër          | Discipline | Resultaat | Prestatie                                                                                         |
| ----------------- | ---------- | --------- | ------------------------------------------------------------------------------------------------- |
| Bastiaan Vervoort | skiff (m)  | 11e       | 1R serie 1: 3.31,07 (5e) 1R herkansing 3: 3.34,77 (2e) HF serie 4: 3.36,58 (6e) B-finale: 3.36,20 |
|                   |            |           |                                                                                                   |
| Annick Taselaar   | skiff (v)  | 5e        | 1R serie 1: 3.48,57 (2e) 1R herkansing 4: 3.57,11 (2e) HF serie 3: 3.54,45 (3e) A-finale: 3.52,08 |

### Tafeltennis
| Olympiër                     | Discipline    | Resultaat | Prestatie |
| ---------------------------- | ------------- | --------- | --- |
| Koen Hageraats               | enkelspel (m) | 13e       | 1e ronde groep C: 3-0 UZB Elmurod Holikov (12-10, 11-8, 7-11, 9-11, 11-4) 1-3 FRA Simon Gauzy (9-11, 12-14, 11-5, 7-11) 3-2 BRA Eric Jouti (11-7, 9-11, 11-9, 9-11, 11-5) 2e ronde groep AA: 0-3 JPN Kioi Niwa (3-11, 6-11, 2-11) 0-3 KOR Kim Dong-hyun (5-11, 7-11, 13-15) 1-3 HUN Tamas Lakatos (7-11, 11-7, 5-11, 3-11) |
|                              |               |           | |
| Britt Eerland                | enkelspel (v) | 9e        | 1e ronde groep E: 3-0 SMR Letizia Giardi (11-3, 11-6, 11-2) 3-1 ROU Bernadette Szocs (8-11, 11-7, 11-7, 11-9) 3-0 BLR Katsiaryna Baravok (11-5, 11-6, 11-5) 2e ronde groep CC: 3-0 BRA Caroline Kumahara (11-9, 11-8, 11-5) 2-3 THA Suthasini Sawettabut (11-7, 4-11, 10-12, 11-9, 6-11) 0-3 MDA Olga Blizinet (7-11, 4-11, 9-11) |
|                              |               |           | |
| Koen Hageraats Britt Eerland | gemengd team  | 1e ronde  | 1e ronde groep D: (3e) 3-0 PanAm-III BE 3-0 GUY Adielle Rosheuvel (11-5, 11-4, 11-6) KH 3-1 ECU Rodrigo Tapia (11-6, 14-12, 9-11, 11-8) GD 3-0 (11-3, 1-2, 11-7) 1-2 Intercontinentaal-I BE 0-3 CHN Gu Yuting (6-11, 2-11, 5-11) KH 3-1 TUN Adem Hmam (11-9, 7-11, 11-7, 11-9) GD 1-3 (11-9, 5-11, 7-11, 4-11) 1-2 Noord-Korea BE 0-3 Kim Song-i (6-11, 8-11, 7-11) KH 3-1 Kim Kwang-song (12-10, 10-12, 11-6, 16-14) GD 1-3 (13-11, 13-15, 9-11, 14-16) 2e ronde (B): niet aangetreden |

### Wielersport
| Olympiër                                                                       | Discipline   | Resultaat | Prestatie |
| ------------------------------------------------------------------------------ | ------------ | --------- | --- |
| Nederland Friso Roscam Abbing Twan van Gendt Thijs Zuurbier Maartje Hereijgers | gemengd team | Brons     | 191 pnt. bmx 10 pnt. Van Gendt: 8 pnt. Hereijgers mountainbike 40 pnt. Zuurbier: 1:01.37 (+2.55) (16e) 39 pnt. Hereijgers: 56.17 (+9.19) (16e) tijdrit 24 pnt. Roscam Abbing: 4.10,05 (+13,41) (11e) 30 pnt. Hereijgers : 3.36,37 (+18,37) (10e) 40 pnt. wegwedstrijd 8e Roscam Abbing 1:05.44 (+ 0.02) 34e Zuurbier 1:05.44 (+ 0.02) 57e Van Gendt 1:14.02 (+ 8.26) |

### Zeilen
| Olympiër             | Discipline      | Resultaat | Prestatie                                                                     |
| -------------------- | --------------- | --------- | ----------------------------------------------------------------------------- |
| Kiran Badloe         | plankzeilen (m) | 19e       | 164 punten (186-22) (13-19-22 (dnf)-22 (dns)-9-19-10-12-22 (dns)-22 (dns)-16) |
|                      |                 |           |                                                                               |
| Daphne van der Vaart | dinghy (v)      | Zilver    | 41 punten. (95-54) (2-5-16-21-33 (raf)-5-3-1-1-2-4-2)                         |

raf = terugezet naar laatste plaats

### Zwemmen
| Olympiër       | Discipline     | Resultaat | Prestatie                                                          |
| -------------- | -------------- | --------- | ------------------------------------------------------------------ |
| Dion Dreesens  | 100 m vrij (m) | 24e       | 1R serie 4: 52,38 (4e)                                             |
| Dion Dreesens  | 200 m vrij (m) | 7e        | 1R serie 5: 1.51,90 (4e); 8e tijd F: 1.51,76                       |
|                |                |           |                                                                    |
| Manon Minneboo | 50 m vrij (v)  | 8e        | 1R serie 7: 26,44 (3e); 7e tijd HF 2: 26,25 (4e); 7e tijd F: 26,35 |
| Manon Minneboo | 100 m vrij (v) | 22e       | 1R serie 6: 58,77 (6e)                                             |

Afghanistan · Albanië · Algerije · Amerikaanse Maagdeneilanden · Amerikaans-Samoa · Andorra · Angola · Antigua en Barbuda · Argentinië · Armenië · Aruba · Australië · Azerbeidzjan · Bahama's · Bahrein · Bangladesh · Barbados · België · Belize · Benin · Bermuda · Bhutan · Bolivia · Bosnië en Herzegovina · Botswana · Brazilië · Britse Maagdeneilanden · Brunei · Bulgarije · Burkina Faso · Burundi · Cambodja · Canada · Centraal-Afrikaanse Republiek · Chili · China · Chinees Taipei · Colombia · Comoren · Congo-Brazzaville · Congo-Kinshasa · Cookeilanden · Costa Rica · Cuba · Cyprus · Denemarken · Djibouti · Dominica · Dominicaanse Republiek · Duitsland · Ecuador · Egypte · El Salvador · Equatoriaal-Guinea · Eritrea · Estland · Ethiopië · Fiji · Filipijnen · Finland · Frankrijk · Gabon · Gambia · Georgië · Ghana · Grenada · Griekenland · Groot-Brittannië · Guam · Guatemala · Guinee · Guinee‑Bissau · Guyana · Haïti · Honduras · Hongarije · Hongkong · Ierland · IJsland · India · Indonesië · Irak · Iran · Israël · Italië · Ivoorkust · Jamaica · Japan · Jemen · Jordanië · Kaaimaneilanden · Kaapverdië · Kameroen · Kazachstan · Kenia · Kirgizië · Kiribati · Koeweit · Kroatië · Laos · Lesotho · Letland · Libanon · Liberia · Libië · Liechtenstein · Litouwen · Luxemburg · Macedonië · Madagaskar · Malawi · Malediven · Maleisië · Mali · Malta · Marshalleilanden · Marokko · Mauritanië · Mauritius · Mexico · Micronesië · Moldavië · Monaco · Mongolië · Montenegro · Mozambique · Myanmar · Namibië · Nauru · Nederland · Nederlandse Antillen · Nepal · Nicaragua · Nieuw-Zeeland · Niger · Nigeria · Noord-Korea · Noorwegen · Oeganda · Oekraïne · Oezbekistan · Oman · Oostenrijk · Oost‑Timor · Pakistan · Palau · Palestina · Panama · Papoea-Nieuw-Guinea · Paraguay · Peru · Polen · Portugal · Puerto Rico · Qatar · Roemenië · Rusland · Rwanda · Saint Kitts en Nevis · Saint Lucia · Saint Vincent en Grenadines · Salomonseilanden · Samoa · San Marino · Sao Tomé en Principe · Saoedi-Arabië · Senegal · Servië · Seychellen · Sierra Leone · Singapore · Slovenië · Slowakije · Soedan · Somalië · Spanje · Sri Lanka · Suriname · Swaziland · Syrië · Tadzjikistan · Tanzania · Thailand · Togo · Tonga · Trinidad en Tobago · Tsjaad · Tsjechië · Tunesië · Turkije · Turkmenistan · Tuvalu · Uruguay · Vanuatu · Venezuela · Verenigde Arabische Emiraten · Verenigde Staten · Vietnam · Wit-Rusland · Zambia · Zimbabwe · Zuid-Afrika · Zuid-Korea · Zweden · Zwitserland